# Rhacocleis buchichii
Rhacocleis buchichii är en insektsart som beskrevs av Herman 1874. Rhacocleis buchichii ingår i släktet Rhacocleis och familjen vårtbitare. Inga underarter finns listade i Catalogue of Life.